# Ely City F.C.
Ely City F.C. là một câu lạc bộ bóng đá Anh đến từ Ely, Cambridgeshire. Hiện tại đội bóng đang thi đấu ở Eastern Counties League Division One trên sân nhà Unwin Sports Ground.

## Lịch sử
Ely City được thành lập năm 1885 do các thành viên của Ely St.Etheldreda Football and Cricket Club, là đội bóng lâu đời nhất ở Cambridgeshire.
Câu lạc bộ vô địch Cambridgeshire Senior Cup năm 1948. Năm 1951, họ rời Cambridgeshire League để tham gia Peterborough & District League. Mùa giải 1956–57 câu lạc bộ vào đến Vòng 1 FA Cup sau khi chiến thắng ở 5 vòng loại. Họ được xếp đấu trên sân nhà trước Torquay United, nhưng thất bại 6–2 trước lượng khán giả 4,223.
Năm 1958, câu lạc bộ chuyển đến Central Alliance, hai năm sau được chọn vào Eastern Counties League. Năm 1967 cựu cầu thủ quốc gia Northern Ireland quốc tế Hugh Barr được chỉ định làm cầu thủ-huấn luyện viên, giúp đội bóng đứng thứ 2 giải đấu mùa 1968–69. Đội bóng vô địch Cambridgeshire Invitation Cup năm 1970 và Eastern Counties League Cup năm 1980, đánh bại Lowestoft Town 4–2 sau hai lượt đi và về.
Năm 1986, câu lạc bộ rời Paradise Ground và đến Unwin Sports Ground, được đặt tên theo Doug Unwin, người đã hợp tác với câu lạc bộ từ năm 1924 cho đến năm ông mất 1990, cha của ông ấy cũng có quan hệ với đội bóng trong 60 năm. Ba năm sau, câu lạc bộ xuống hạng Division One của Eastern Counties League. Họ trở lại Premier Division sau khi vô địch Division One mùa giải 1996–97, mùa giải sau đó họ cán đích ở vị trí thứ 2. Tuy nhiên, đội bóng lại xuống hạng cuối mùa 1998–99.
Ngay lập tức, đội bóng trở lại Premier Division với tư cách Á quân, và cũng vô địch Division One Cup. Năm 2002 họ vô địch Cambridgeshire Invitation Cup, khi đánh bại Histon 1–0 trên sân Abbey Stadium ở Cambridge. Cuối mùa giải 2002–03, họ lại xuống hạng sau khi xếp cuối bảng.
Mùa giải 2007–08 câu lạc bộ vô địch Division One Cup và đứng thứ 2 ở Division One, lại trở lại với Premier Division. Mùa giải 2011–12, họ cán đích với vị trí Á quân của Premier Division và lần thứ 3 vô địch Cambridgeshire Invitation Cup. Đội bóng cũng bảo vệ thành công chức vô địch Invitation Cup mùa giải 2012–13 với trận thắng 3–0 trước Cambridge City ở chung kết.
Câu lạc bộ lại bị xuống hạng Division One cuối mùa giải 2014–15 sau khi đứng cuối bảng.

## Danh hiệu
- Cambridgeshire Senior Cup
  - Vô địch 1948
- Eastern Counties League
  - Vô địch League Cup 1980
  - Vô địch Division One 1996–97
  - Vô địch Division One Cup 2000, 2005, 2008
- Cambridgeshire Invitation Cup
  - Vô địch 1970, 2002, 2012, 2013

## Kỉ lục
- Thành tích tốt nhất tại FA Cup: Vòng 1, 1956–57
- Thành tích tốt nhất tại FA Vase: Vòng 3, 1997–98
- Thành tích tốt nhất tại FA Trophy : Vòng loại 2, 1973–74
- Số khán giả cổ vũ đông nhất: 260 với Soham Town Rangers, Eastern Counties League Division One, 12 tháng 4 năm 1993[1]